# 罗纳德·德沃金

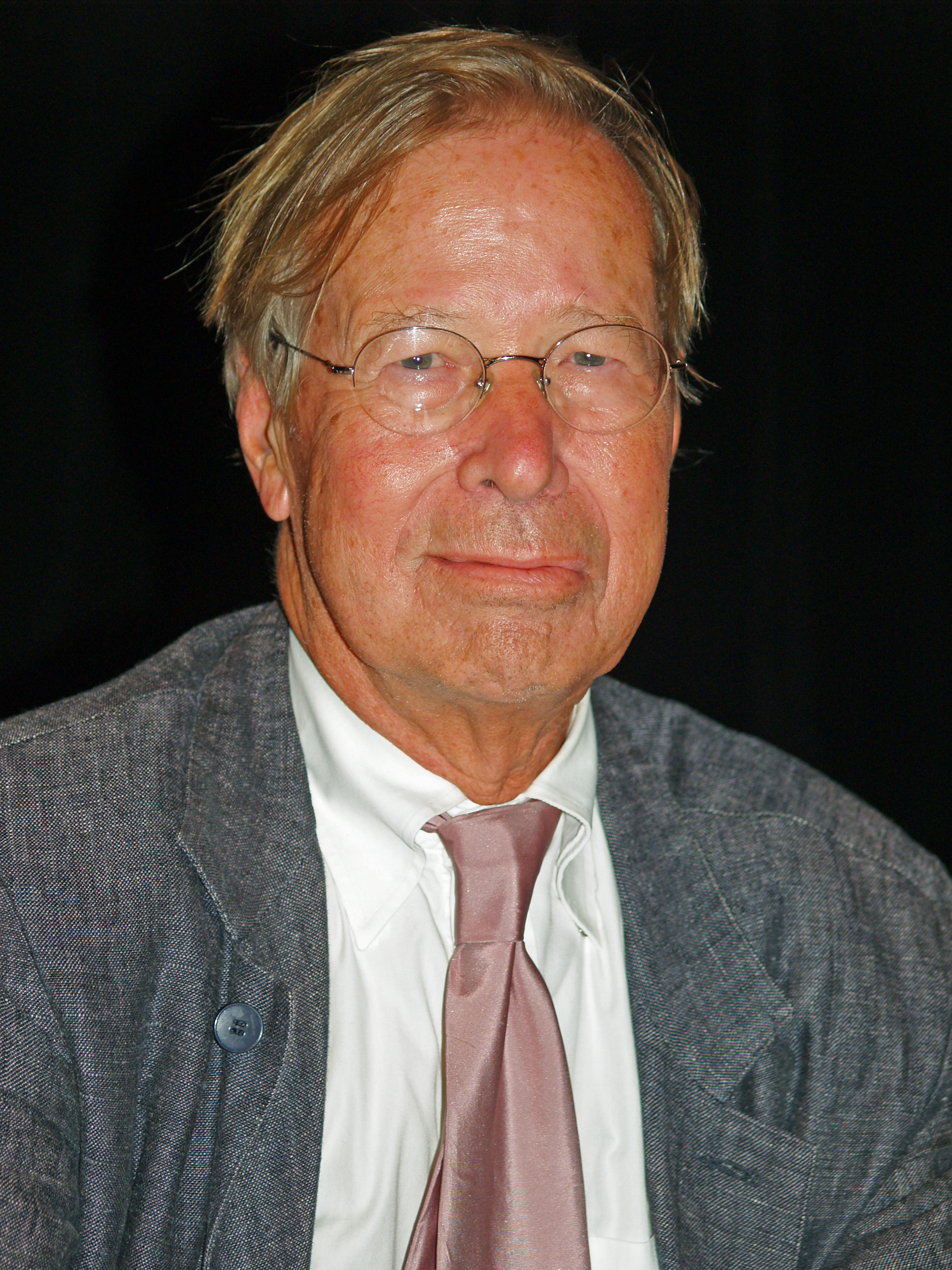
Ronald Dworkin (2008).

罗纳德·德沃金（英語：Ronald Myles Dworkin，1931年12月11日—2013年2月14日），美国法理学家，纽约大学和伦敦大学学院法学院教授。

## 生平
德沃金1931年生于美国羅德島州普洛威頓斯。於哈佛大学获得罗德奖学金到牛津大学深造。随后他进入哈佛法学院学习，毕业后担任勒恩德·汉德法官的助理。在律师事务所工作几年后，德沃金到耶鲁法学院担任法学教授。
1969年，德沃金接任哈特出任牛津大学法理学教授。从牛津退休之后，他成为伦敦大学学院的法学教授、纽约大学法学院教授和哲学教授。於2013年2月14日因白血病在英国伦敦逝世。

## 理論

### 政治哲學
資源平等理论

## 部分著作
- 《認真對待權利》（Taking Rights Seriously），信春鷹 吳玉章 譯，上海三聯書店2008年8月初版，ISBN 754262699
- 《法律帝國》（外國法律文庫）李常青 譯，中國大百科全書出版社1996年1月初版，ISBN 750005352
- 《自由的法─對美國憲法的道德解讀》，劉麗君 譯，上海人民出版社2001年9月初版，ISBN 720803796
- 《至上的美德：平等主義的理論與實踐》馮克利 譯，江蘇人民出版社2012年6月1日出版，ISBN 9787214081216
- 《原則問題》張國清 譯，江蘇人民出版社2012年6月初版 ，ISBN 9787214081247
- 《生命的自主權》商周，已絕版。
- 民主是可能的嗎？

## 评价
- 英国《卫报》：在讣闻中将其与19世纪世界上最重要的思想家之一約翰·史都華·彌爾相提并论。[2]
- 纽约大学法学院网站：他可能是两百年之后其著作还可以被读的两三个人之一。

## 外部連結
- NYU Law Faculty profile
- UCL Faculty of Laws profile （页面存档备份，存于）
- Ronald Dworkin obituary by The Guardian （页面存档备份，存于）
- New York Review of Books archive （页面存档备份，存于）
- "Ronald Dworkin – Mr Justice", The Times Literary Supplement, 5 December 2007 [Archived]
- "Interpretation and Coherence in Legal Reasoning" （页面存档备份，存于） at the Stanford Encyclopedia of Philosophy
- "Interpretivist Theories of Law" （页面存档备份，存于） at the Stanford Encyclopedia of Philosophy
- Ronald Dworkin （页面存档备份，存于） International Balzan Prize Foundation
- 罗纳德·德沃金在互联网电影资料库（IMDb）上的資料（英文）
- C-SPAN內的頁面（英文）
- Ronald Dworkin on the Unity of Value （页面存档备份，存于） a Philosophy Bites podcast interview
- Ronald Dworkin Papers (MS 2071). Manuscripts and Archives, Yale University Library.